# Design vernacular

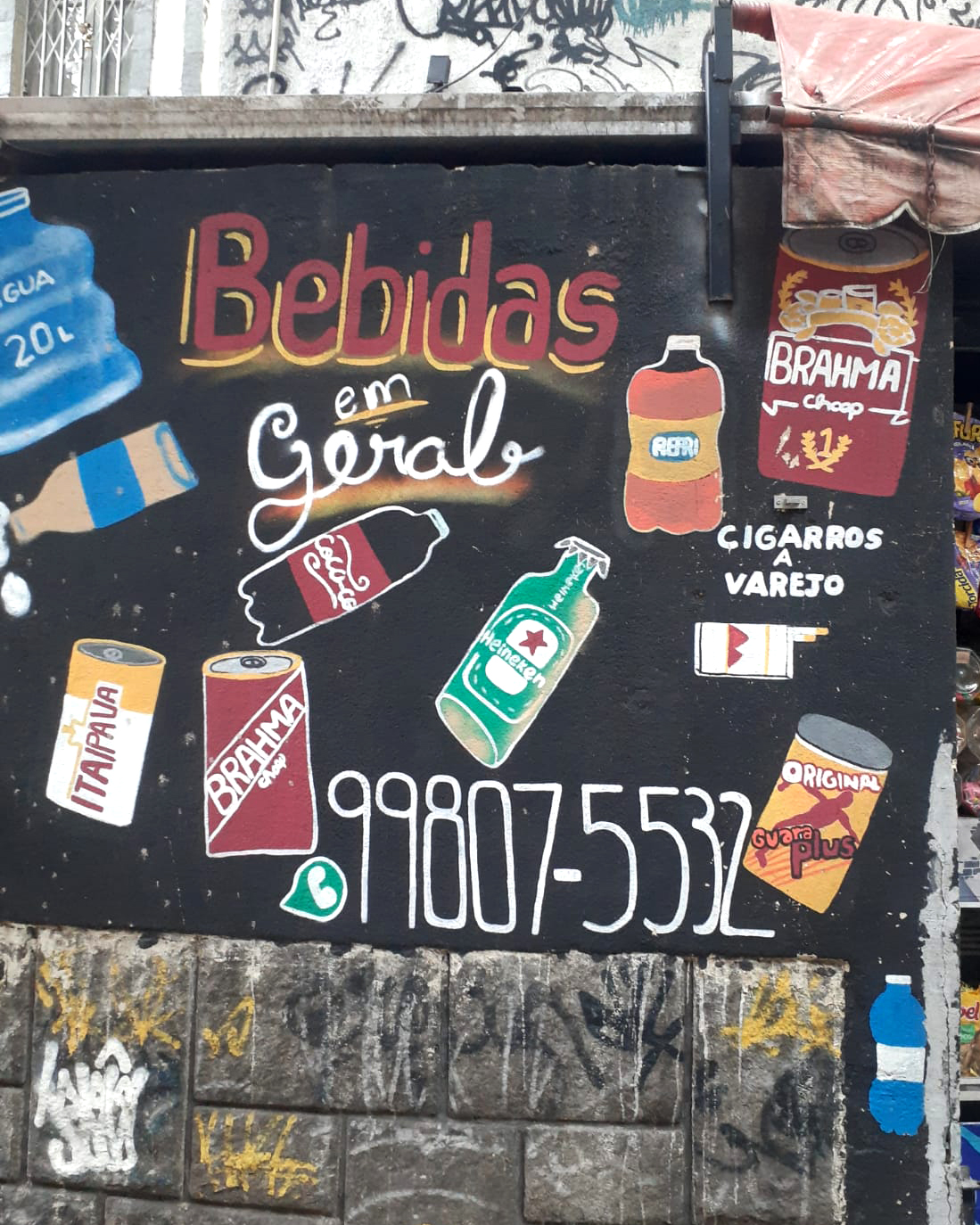
Letreiro de estabelecimento comercial com tipografia vernacular urbana.

Design Vernacular é uma forma não-acadêmica de design que engloba soluções materiais ou visuais e artefatos presentes no cotidiano que indicam forte ligação com a cultura local. A expressão se origina da junção do termo design, no sentido de desenho, projeto ou desígnio, com o termo vernáculo que designa uma língua nativa.
A utilização do termo vernacular é empregada para definir aqueles artefatos autênticos da cultura de determinado local, geralmente produzidos à margem do design oficial. São artefatos produzidos por trabalhadores informais, muitas vezes em um contexto de adaptação de um artefato já existente, ou improviso de uma solução prática para um problema ou contexto não contemplado pelos objetos produzidos pelo design formal. Por design vernacular pode-se compreender qualquer produto desenvolvido a partir de um hábito cultural.
Segundo Ellen Lupton:
O vernacular não deve ser visto como algo menor, marginal ou antiprofissional, mas como um amplo território em que seus habitantes falam um tipo de dialeto local. Não existe uma única forma vernacular, mas uma infinidade de linguagens visuais, resultando em distintos grupos de idiomas.

## Diferenças entre design vernacular, popular e regional

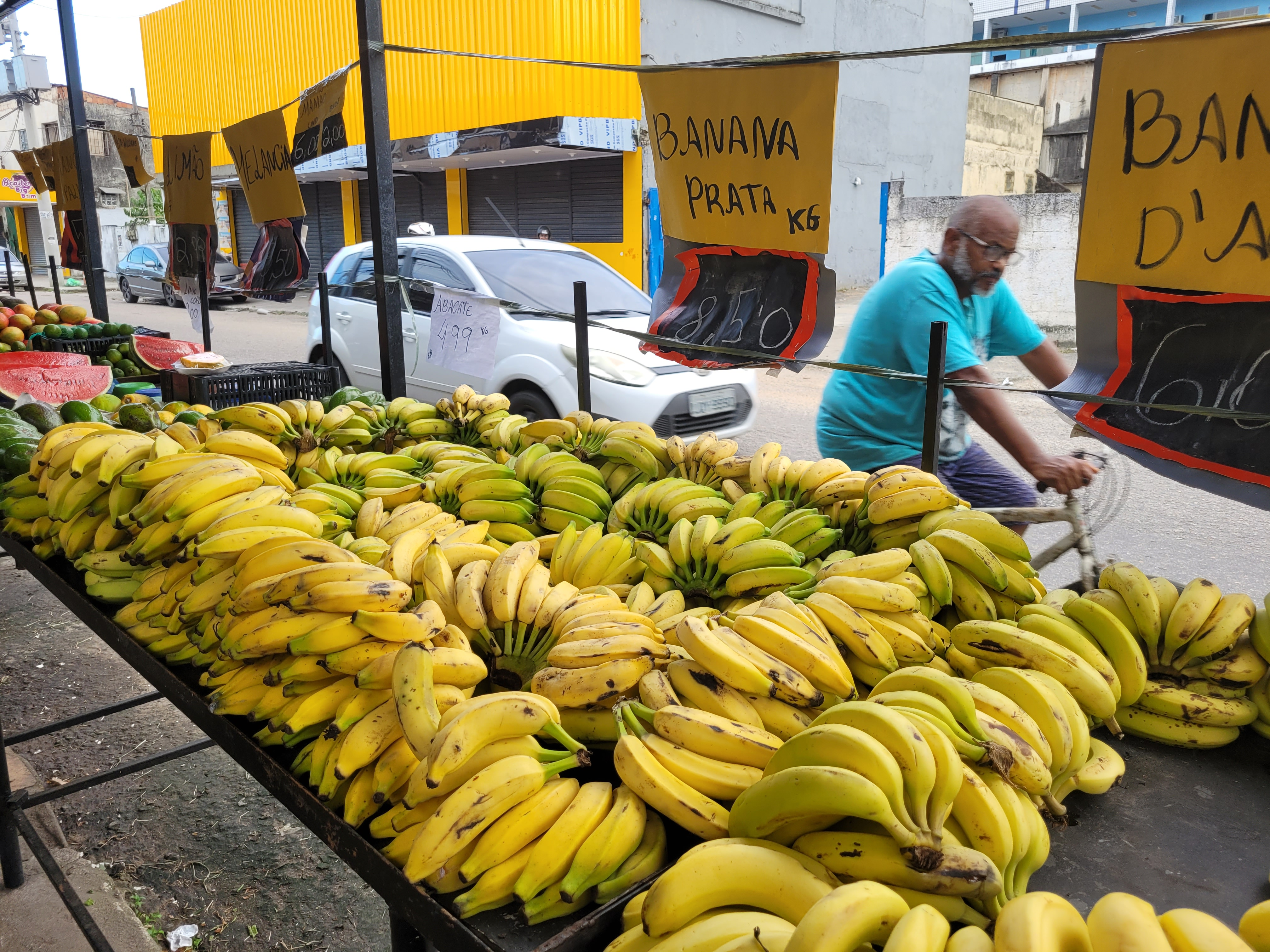
Barraca de bananas com sua placa de preços com tipografia vernacular urbana.

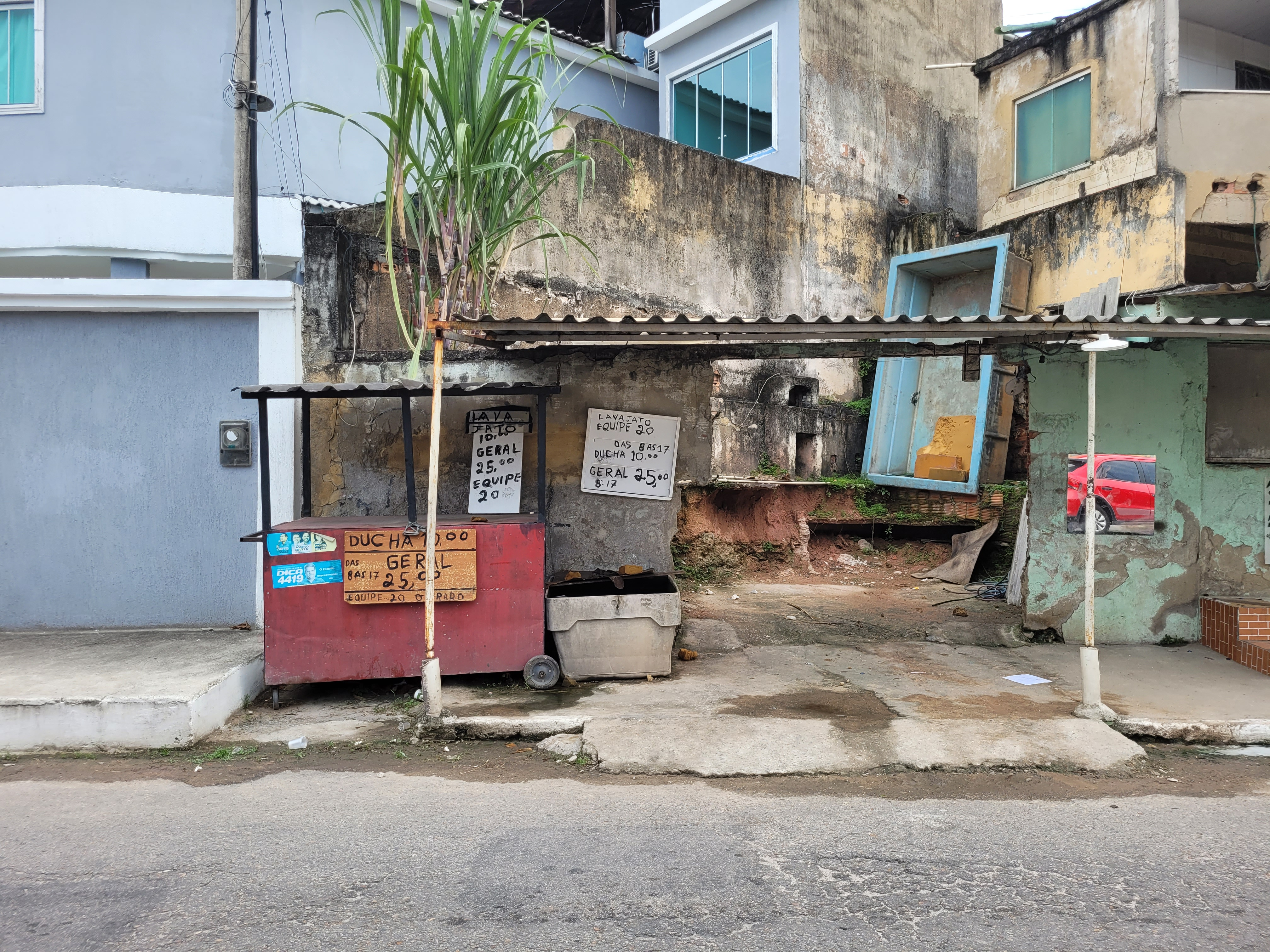
Lava Jato de rua, possui placas de preços e serviços com tipografia vernacular urbana.

O design vernacular se diferencia tanto do design popular quanto do design regional. O design popular é aquele que é produto da grande massa da população, não sendo necessariamente produzido de maneira informal. O design regional valoriza os costumes, tradições, técnicas e materiais locais, sendo primariamente relacionado a uma forte identidade cultural em um determinado espaço. Já o design vernacular é fruto de hábitos culturais ou necessidades de um determinado contexto cultural e socioeconômico, produzido muitas vezes por trabalhadores informais e buscando solucionar um problema ou limitação dos artefatos disponíveis.

## Design Gráfico vernacular
Na comunicação visual, o vernacular se apresenta principalmente através do letreiramento. Também conhecida como tipografia urbana ou tipografia vernacular, essa área do design ganhou destaque a partir do final do século XIX e início do século XX, com o processo de urbanização das grandes cidades e a necessidade de se criar propaganda e divulgação para itens de consumo, materiais e imateriais. O letreiramento tornou-se popular através do trabalho de pintores letristas, profissionais e amadores, ambos os grupos suprindo demandas e necessidades de quem contrata o serviço. Cartazes, placas e fachadas de estabelecimentos são os exemplos mais comuns onde se pode observar o design gráfico vernacular aplicado.

## Design vernacular de produtos

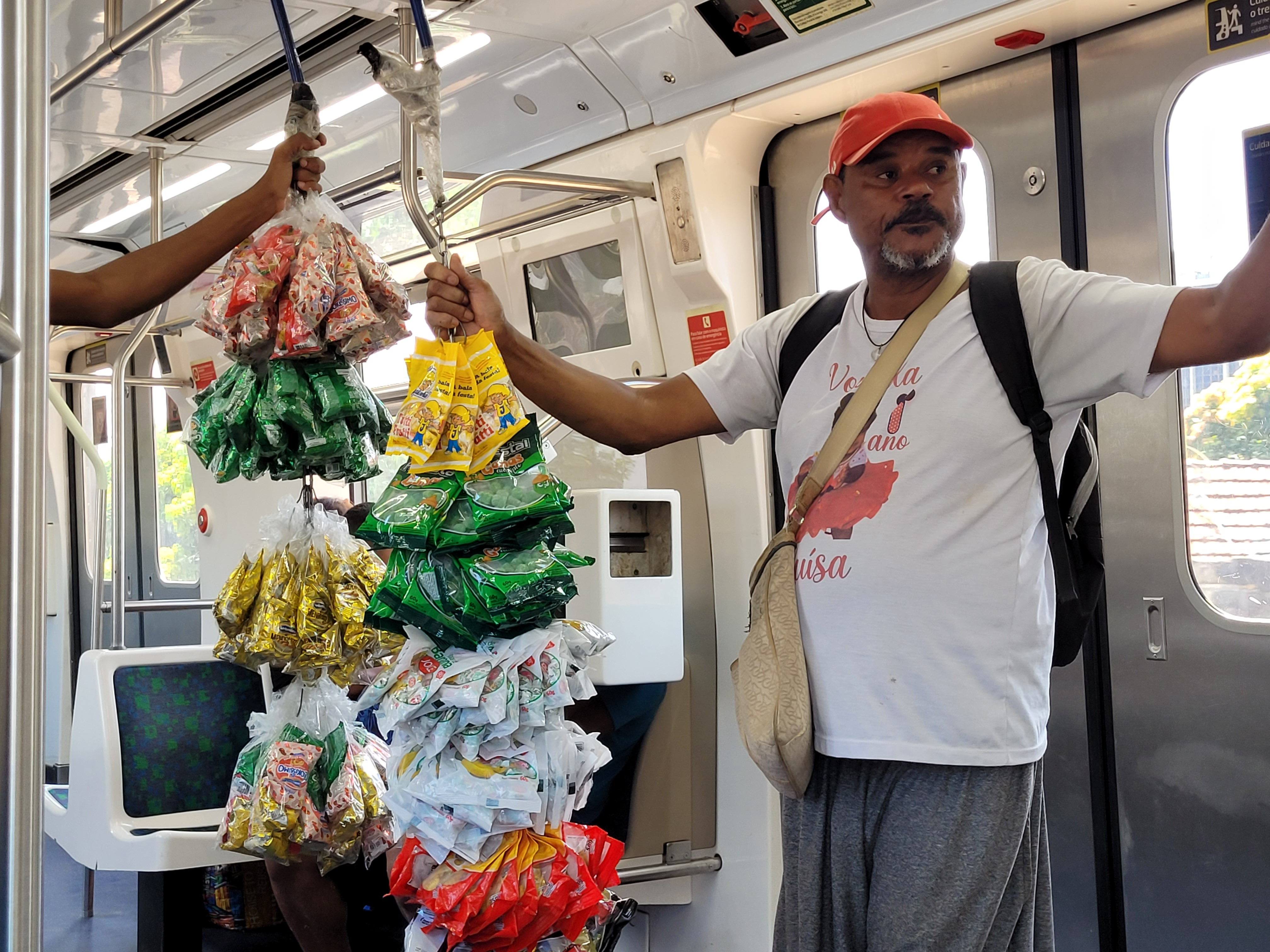
Vendedor de balas e amendoim no trem.

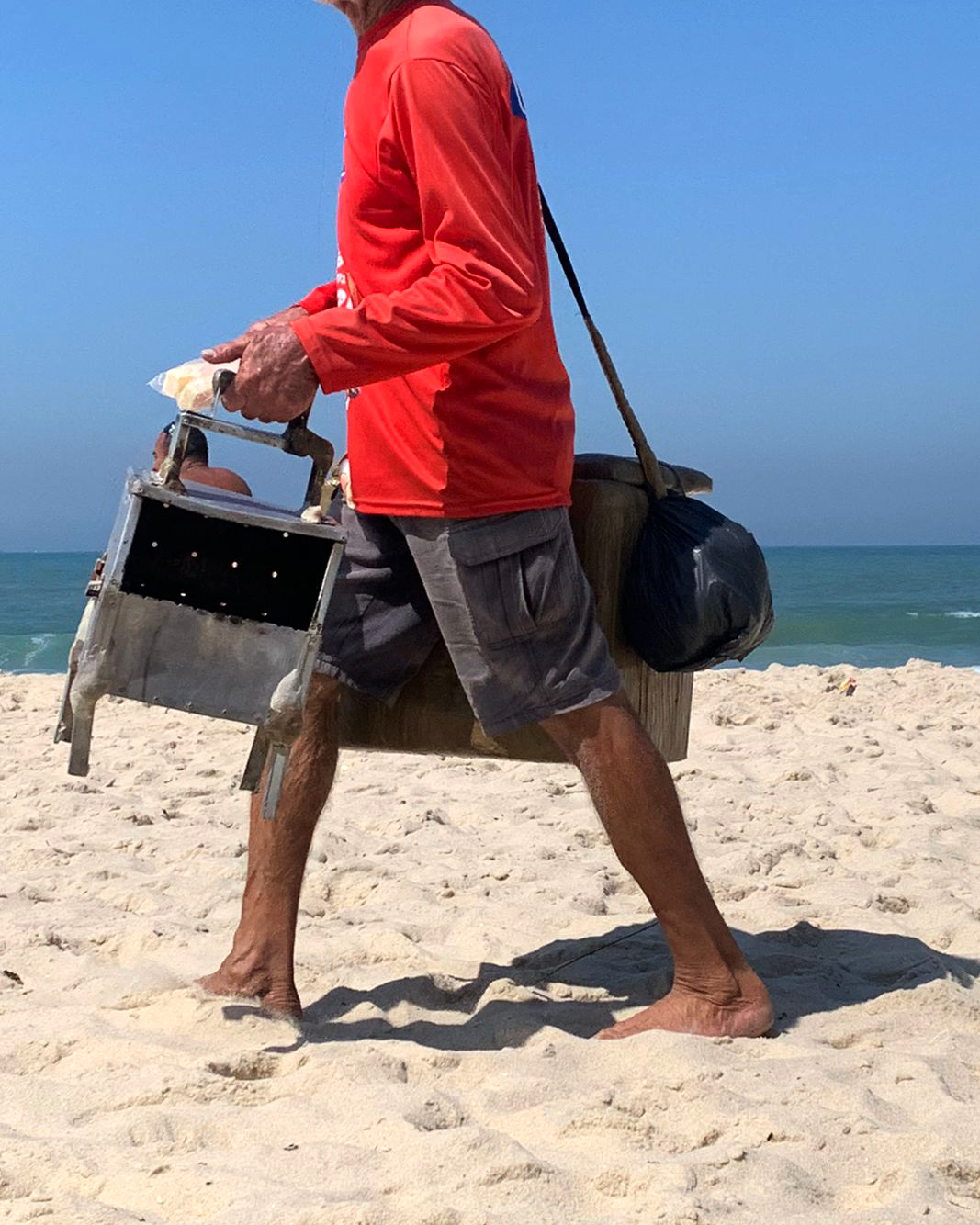
Vendedor de queijo coalho.

Diversos produtos industriais também são contemplados pelo design vernacular, ao exemplo do escorredor de arroz - um produto fabricado em escala industrial, criado na década de 50 por Therezinha Beatriz Alves de Andrade Zorowich, a partir de um hábito cultural brasileiro.

Nos grandes centros urbanos também é possível observar exemplos de produtos do design vernacular em grande quantidade, principalmente associados à figura dos vendedores ambulantes. São projetados artefatos como carrinhos adaptados para a venda de comida, expositores improvisados para roupas e outras mercadorias e latas adaptadas com carvão para aquecer determinados alimentos.

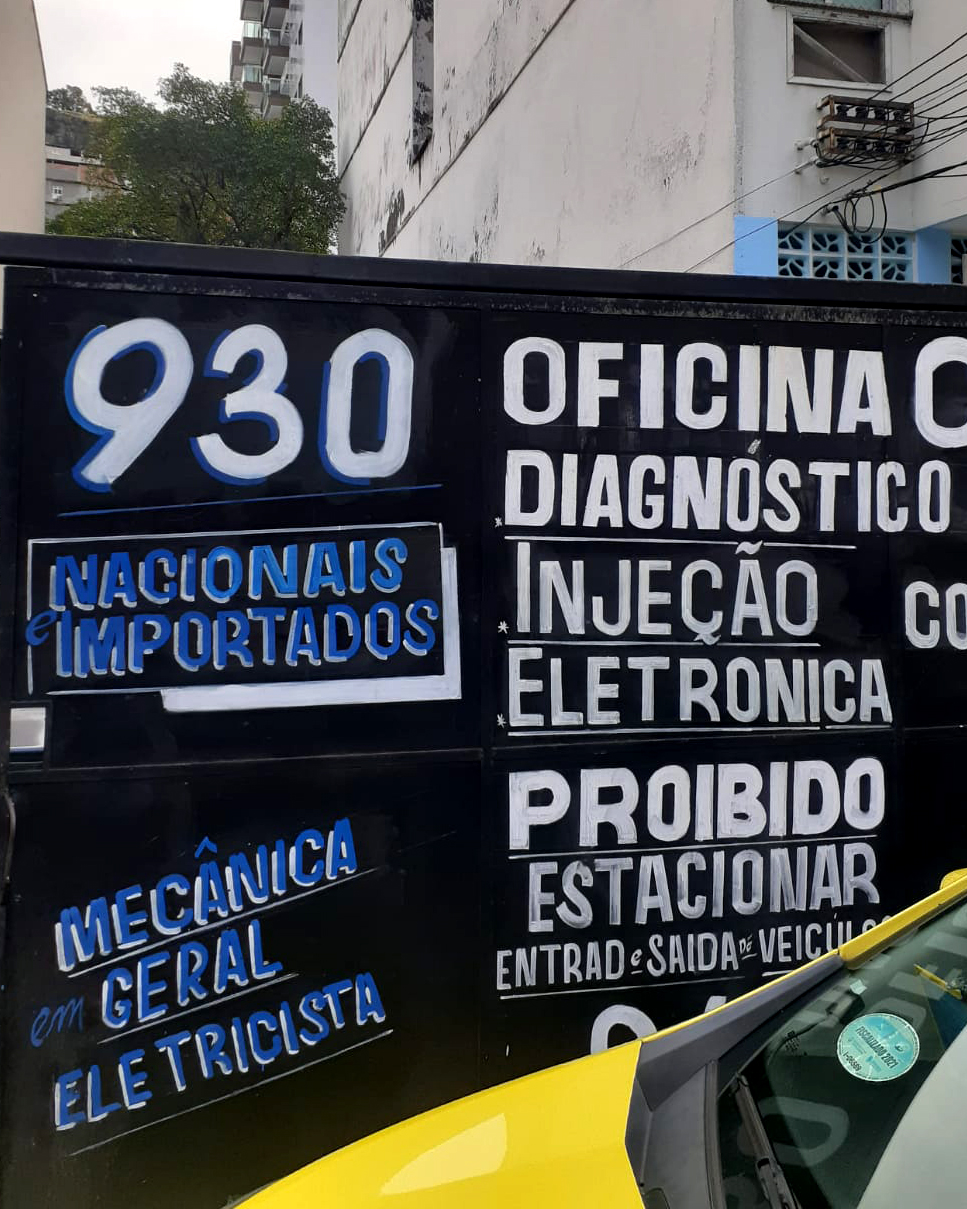
Muro de oficina mecânica com tipografia vernacular urbana.